# Ahmad Alhendawi
Ahmad Alhendawi (árabe: أحمد الهنداوي), (Zarqa 20 de mayo de 1984) es el primer Enviado del Secretario de la Juventud. Fue nombrado por el Secretario General de las Naciones Unidas el 17 de enero de 2013, convirtiéndose en el funcionario más joven en la historia de las Naciones Unidas. Ayudó al Secretario General de la ONU, Ban Ki-moon, en la dirección de temas relacionados con los jóvenes, como parte de su agenda de Acción de Cinco Años. «En este contexto, el Enviado para la Juventud trabajará para dirigir las necesidades de la generación más grande de jóvenes en el mundo», comentó un portavoz de la ONU.
Alhendawi tiene un extenso currículum trabajando en asuntos de juventud a nivel local, regional e internacional. También ha participado en organizaciones internacionales, así como en proyectos e iniciativas propias.
Fue Secretario General de la Organización Mundial del Movimiento Scout hasta octubre de 2024, con sede en Kuala Lumpur, Malasia. Esta es la organización juvenil más grande del mundo y cuenta con Estatus Consultivo General en el Consejo Económico y Social de la Organización de las Naciones Unidas.

## Primeros años y estudios
Es originario de Jordania y forma parte de una familia de diez hermanos. Alhendawi tiene una maestría en Relaciones Europeas e Internacionales del Instituto Europeo de Estudios Internacionales Altos, diplomatura en «Política en Organizaciones europeas e Internacionales» de la Universidad de Bilgi, y licenciatura en Sistemas de información gerencial de la Universidad Aplicada de Al-Balqa.

## Carrera profesional
Alhendawi ha trabajado como Dirigente de Equipo en el Banco Mundial (programa financiado por la Liga de Estados Árabes) en desarrollo institucional para fortalecer la participación y política árabes. También ha servido como Asesor en Política en temas sobre la Juventud en la Liga de Estados árabes en Cairo y como agente en la Secretaría Técnica de la Juventud árabe y Consejo de Ministros de los Deportes, entre 2009 y 2012. Fue dirigente de equipo para el Proyecto de Política de Juventud Nacional en Iraq, y trabajó en un Programa de Juventud en la oficina de Iraq del Fondo de Población de la ONU (UNFPA). Alhendawi ha servido como un Agente de Programa de la Emergencia en la organización no gubernamental Salva los Niños, y también a apoyado los proyectos del Consejo de Juventud danés en el Oriente Medio y África del norte. Como parte de su trabajo voluntario, Alhendawi es uno de los co-fundadores de la Comisión de Juventud de Jordania, del Consejo de Juventud Internacional en Nueva York y de la Juventud para Red de Democracia en la Comisión jordana para Cultura Democrática. Alhendawi también ha trabajado con varios grupos de juventud en Pakistán introduciéndolos en importantes temas, tales como, la salud sexual y reproductiva, y la política por la paz.

### Función como enviado del secretario general para la Juventud
El Enviado para la Juventud es el encargado de llevar las voces de los jóvenes al Sistema de Naciones Unidas. Trabaja con diversas agencias de la ONU, gobiernos, organizaciones de la sociedad civil y numerosas instituciones educativas, con el objetivo de visibilizar, empoderar y fortalecer la posición de las personas jóvenes dentro y fuera del Sistema de Naciones Unidas.
Alhendawi ha declarado que sus cuatro objetivos en la oficina son: «mayor participación de la juventud en los programas de la ONU, mayor respaldo de la ONU a los temas juveniles, armonización de los programas de juventud en todo el sistema de oficinas de Naciones Unidas, y colaboración con los jóvenes en todos los niveles sociales».
Alhendawi apoya firmemente los Objetivos de Desarrollo Sostenible (ODS) y considera que invertir en la juventud puede contribuir de manera significativa al cumplimiento de dichos objetivos. También ha contribuido a los esfuerzos de consolidación de la paz en lugares como Jordania, donde lideró la agenda de la Declaración de Ammán sobre Juventud, Paz y Seguridad.

## Publicaciones
Alhendawi ha publicado investigaciones sobre juventud y sociedad civil, y ha sido coautor de otras obras:
- «Working With Youth in the MENA Region, an Introductory Guide to NGO Programming in Support of the Inclusion of Youth», publicada por el Consejo de Juventud Danés.
- «La función de la sociedad civil en la Revolución Árabe: una comparación entre la función de movimientos sociales y las ONG en la revuelta egipcia».

## Premios y reconocimientos
- El premio de Generación Global de la Red de Campus del Milenio en 2013.[11]
- Acción de Juventud global como Joven Emprendedor Social por la Fundación de Juventud Internacional en Washington, D.C.
- Nombrado por Diplomatic Courier como Superior 99 debajo 33 Shaper.[12]
- Reconocido por Arabian Business como una de «las 100 personas árabes más poderosas de menos de 40 años» y también entre los «100 jóvenes árabes más influyentes del mundo de menos de 40 años».[13][14]